# كينيث جينينغز
كينيث جينينغز (25 أغسطس 1953 في جنوب أفريقيا - ) (بالإنجليزية: Kenneth Jennings)‏ هو لاعب كريكت جنوب أفريقي.

## وصلات خارجية
- كينيث جينينغز على موقع إي آس بي آن كريك إنفو (الإنجليزية)